# Jerry Colonna

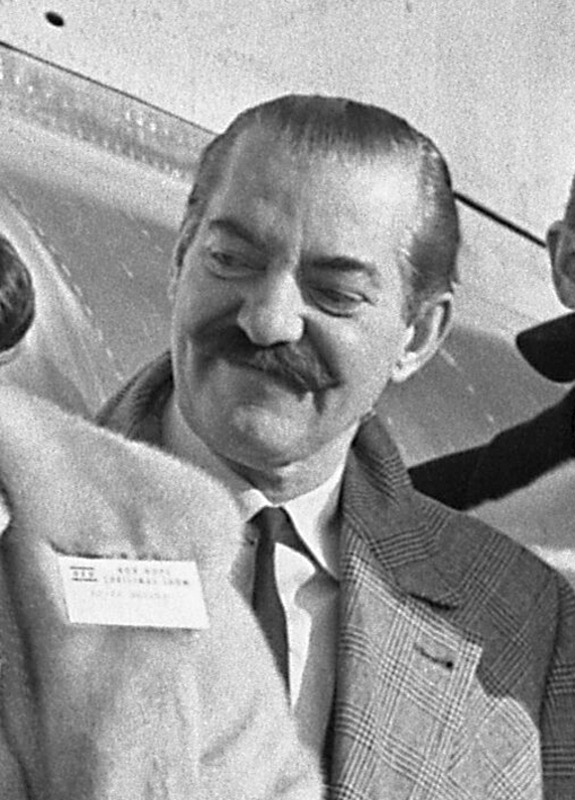
Jerry Colonna (1964)

Gerardo Luigi Colonna (* 17. September 1904 in Boston, Massachusetts; † 21. November 1986 in Woodland Hills, Kalifornien) war unter dem Namen Jerry Colonna ein US-amerikanischer Musiker, Sänger, Komiker und Schauspieler. Seine Markenzeichen waren sein überdimensionaler Schnurrbart, seine Augen und seine spezielle Art zu singen.

## Leben und Werk
Jerry Colonna, Sohn italienischer Immigranten, gründete bereits 1917 eine Band, mit der er am Schlagzeug auftrat. Erfolgreich wurde er aber ab Mitte der 1920er Jahre mit der Posaune. Er spielte in Bands wie denen von Benny Goodman, Artie Shaw, Tommy und Jimmy Dorsey sowie Ozzie Nelson. Anfang der 1930er Jahre gehörte er zum Symphonieorchester des CBS, wo er wegen seiner Streiche mehrfach fast entlassen wurde. Er trat auch als Sänger auf. Dabei konnte er einen Ton sehr lange halten (es wird von bis zu 72 Sekunden berichtet), was er zu seinem Vorteil zu nutzen wusste.
Da sich diese Fähigkeit auch komödiantisch nutzen ließ, vermittelte ihm die Schauspielerin Minerva Pious Auftritte in Fred Allens Radiosendung. Bei Auftritten in Bing Crosbys Sendung fiel er Bob Hope auf, der ihn 1938 für seine neue Radioshow verpflichtete. Mit dieser außerordentlich erfolgreichen Show wurde Jerry Colonna als der verrückteste von Bob Hopes Sidekicks berühmt. Als Professor Colonna blieb er bei der Show, bis Ende der 1940er Jahre ihr Erfolg nachließ. Als Bob Hope 1941 begann, für die USO zur Truppenunterhaltung aufzutreten, waren Jerry Colonna und Frances Langford dabei. Jerry Colonna nahm an zwölf von Hopes Tourneen in drei Kriegen (Zweiter Weltkrieg, Koreakrieg und Vietnamkrieg) teil und kam dabei auf über 1500 Shows. Oft trat er dabei in einer Uniform des besuchten Truppenteils auf.
1937 holte Walter Wanger ihn, als er für seinen Film 52nd Street nach einem speziellen Sänger suchte. Danach war Jerry Colonna in kleineren Rollen zu sehen. 1940 trat er in Der Weg nach Singapur in einer Nebenrolle auf. Nach dem überraschenden Erfolg dieses Films hatte er größere Rollen in Filmen wie Sis Hopkins, Ice-Capades, True to the Army oder It’s in the Bag!, und in dem Film Kentucky Jubilee von 1951 die Hauptrolle. Zudem hatte er Cameos in Der Weg nach Utopia (ohne Nennung), Der Weg nach Rio und Der Weg nach Hongkong. Disney nutzte die Popularität seiner Stimme in den Zeichentrickfilmen Make Mine Music und Alice im Wunderland als Märzhase. Ab dem 28. Mai 1951 lief auf ABC die wöchentliche Jerry Colonna Show. Dieser Sendung blieb aber der Erfolg verwehrt; sie bekam dreimal einen anderen Sendeplatz, bis sie am 17. November 1951 eingestellt wurde. Vor allem in den 1940ern spielten mehrere Zeichentrickfilme auf Jerry Colonna an, wie zum Beispiel Und ewig lockt der Wurm.
Nach einem Schlaganfall im Jahr 1966 war Jerry Colonna teilweise gelähmt, trat aber immer noch in Shows von Bob Hope auf und war dort auch hinter den Kulissen tätig. Nach einem Herzinfarkt 1977 (oder 1979) blieb er dauerhaft im Motion Picture & Television Hospital in Woodland Hills, wo er 1986 an Nierenversagen starb.
Jerry Colonna war von 1930 bis zu seinem Tod mit Florence Colonna, geborene Purcell, verheiratet. 1941 adoptierten die beiden einen Sohn, Robert, der später eine Biografie seines Vaters veröffentlichte.
Jerry Colonna ist ein Urgroßonkel der Komikerin Sarah Colonna.

## Filmografie (Auswahl)

### Schauspieler
- 1937: 52nd Street
- 1937: Hoheit tanzt Inkognito (Rosalie)
- 1938: Swingtime in the Movies
- 1939: Sweepstakes Winner
- 1939: Naughty but Nice
- 1940: Der Weg nach Singapur (Road to Singapur)
- 1940: Comin’ Round the Mountain
- 1940: Melody and Moonlight
- 1941: You’re the One
- 1941: Sis Hopkins
- 1941: Ice-Capades
- 1942: True to the Army
- 1942: Priorities on Parade
- 1942: Star Spangled Rhythm
- 1942: Ice Capades Revue
- 1944: Atlantic City
- 1945: It’s in the Bag!
- 1946: Make Mine Music
- 1946: Der Weg nach Utopia (Road to Utopia)
- 1947: Der Weg nach Rio (Road to Rio)
- 1951: Kentucky Jubilee
- 1951: Alice im Wunderland (Alice in Wonderland)
- 1956: Viva Las Vegas (Meet Me in Las Vegas)
- 1958: Andy Hardy Comes Home
- 1962: Der Weg nach Hongkong (The Road to Hong Kong)
- 1966: Die Monkees (The Monkees, Fernsehserie, Folge 1x08)

## Auszeichnungen
Am 8. Februar 1960 wurde Jerry Colonna ein Stern auf dem Hollywood Walk of Fame in der Kategorie Radio gewidmet. Die Adresse ist 1645 Vine Street.
Für seine Auftritte mit Bob Hope bei den Veranstaltungen der Truppenbetreuung durch die USO erhielt er die Air Force Scroll of Appreciation, die höchste Auszeichnung der USAF für Zivilisten.

## Werke
- 1945: Who Threw that Coconut! mit einem Vorwort von Bob Hope
- 1970: The Loves of Tullio[5]